# Dysphania chrysostathes
Dysphania chrysostathes är en fjärilsart som beskrevs av Louis Beethoven Prout 1917. Dysphania chrysostathes ingår i släktet Dysphania och familjen mätare. Inga underarter finns listade i Catalogue of Life.